# 1218

## Събития
- Монголската империя завладява Кара Китай
- Цар Иван Асен II се възкачва на българския престол.

## Починали
- 2 февруари – Константин, велик княз на Владимир-Суздал